# Fusedmarc
Fusedmarc est un groupe de musique électronique lituanien constitué de Viktorija Ivanovskaja, Denisas Zujevas et Stasys Žakas. Il représente la Lituanie au Concours Eurovision de la chanson 2017 à Kiev, en Ukraine, mais il est éliminé lors de la deuxième demi-finale le 11 mai en terminant à la 17e place.